# Gresso
Gresso is een gemeente en plaats in het Zwitserse kanton Ticino, en maakt deel uit van het district Locarno.
Gresso telt 33 inwoners.